# Le Vigeant

Le Vigeant este o comună în departamentul Vienne, Franța. În 2009 avea o populație de 683 de locuitori.